# Блискуча Порта

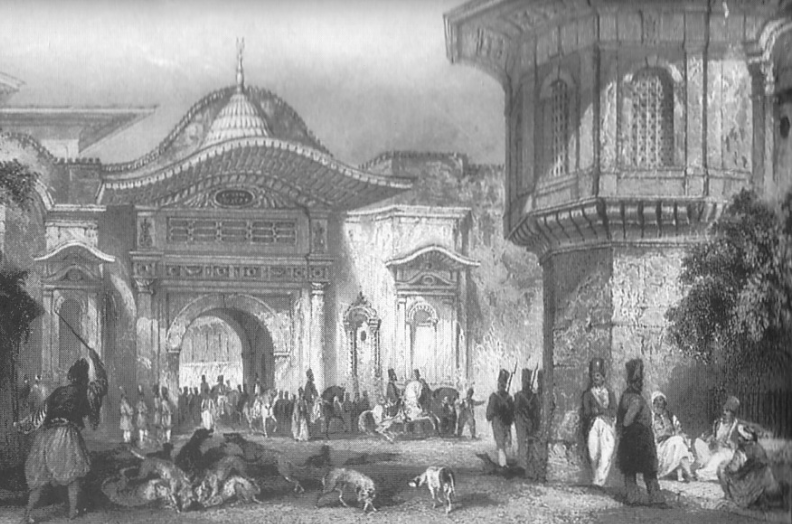
Висока Порта (ворота) в часи Османської імперії.

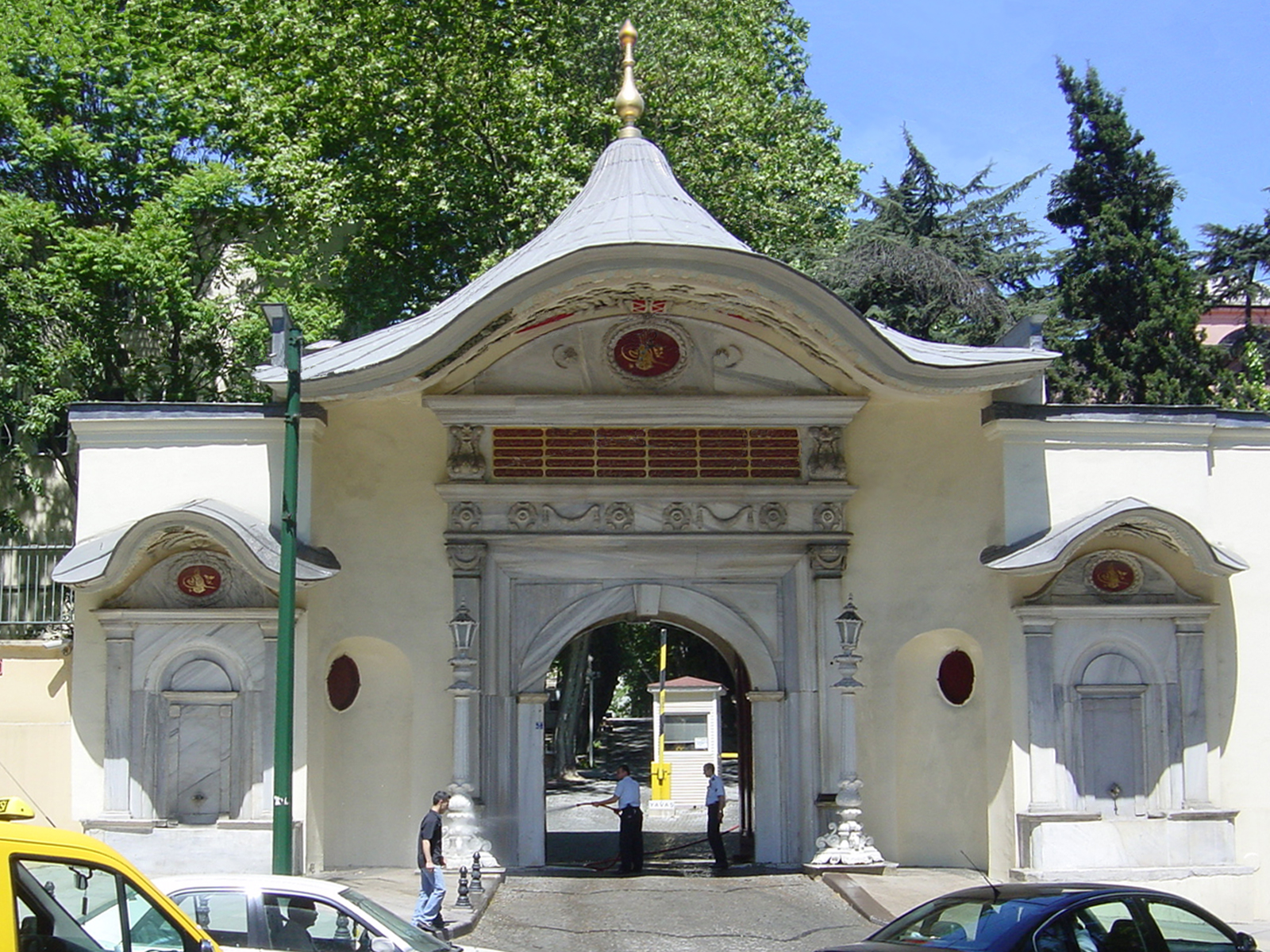
Фото воріт у м. Стамбул.

Блискуча Порта, (осман. باب عالی, трансліт. Bāb-ı Ālī або Babıali, від араб. باب, трансліт. bāb, дос. «ворота» та عالي, alī, «високий») також Оттоманська Порта, Османська Порта, Осяйна Порта, Висока Порта, Порта,) (від фр. porte, італ. porta — «двері», «ворота») — прийнята в історії дипломатії та міжнародних відносин назва уряду (канцелярія великого візира та дивана) Османської імперії, що розпалася після Першої світової війни.
Іменувалась так за назвою воріт, що вели у двір великого візира (тур. Babıali, Баб-і Алі). Назва почала використовуватись з XV століття (початку величі Османської імперії).
Її походження було пов'язане з османським дипломатичним протоколом, за яким перед аудієнцією в султана, що мала радше ритуальний характер, іноземних послів приймав великий везір (див. Візир). Прийом у везіра відбувався перед парадними воротами подвір'я його канцелярії, що мали назву Баб-і Алі — «високі ворота». Оскільки початково і тривалий час постійними європейськими резидентами в Османській імперії були венеційський байло та французький посол, то в європейську дипломатичну термінологію слово «ворота» увійшло в італійській (італ. porta) та французькій (фр. porte) формах. У цій же формі воно і було запозичене українською мовою.